# 白襟

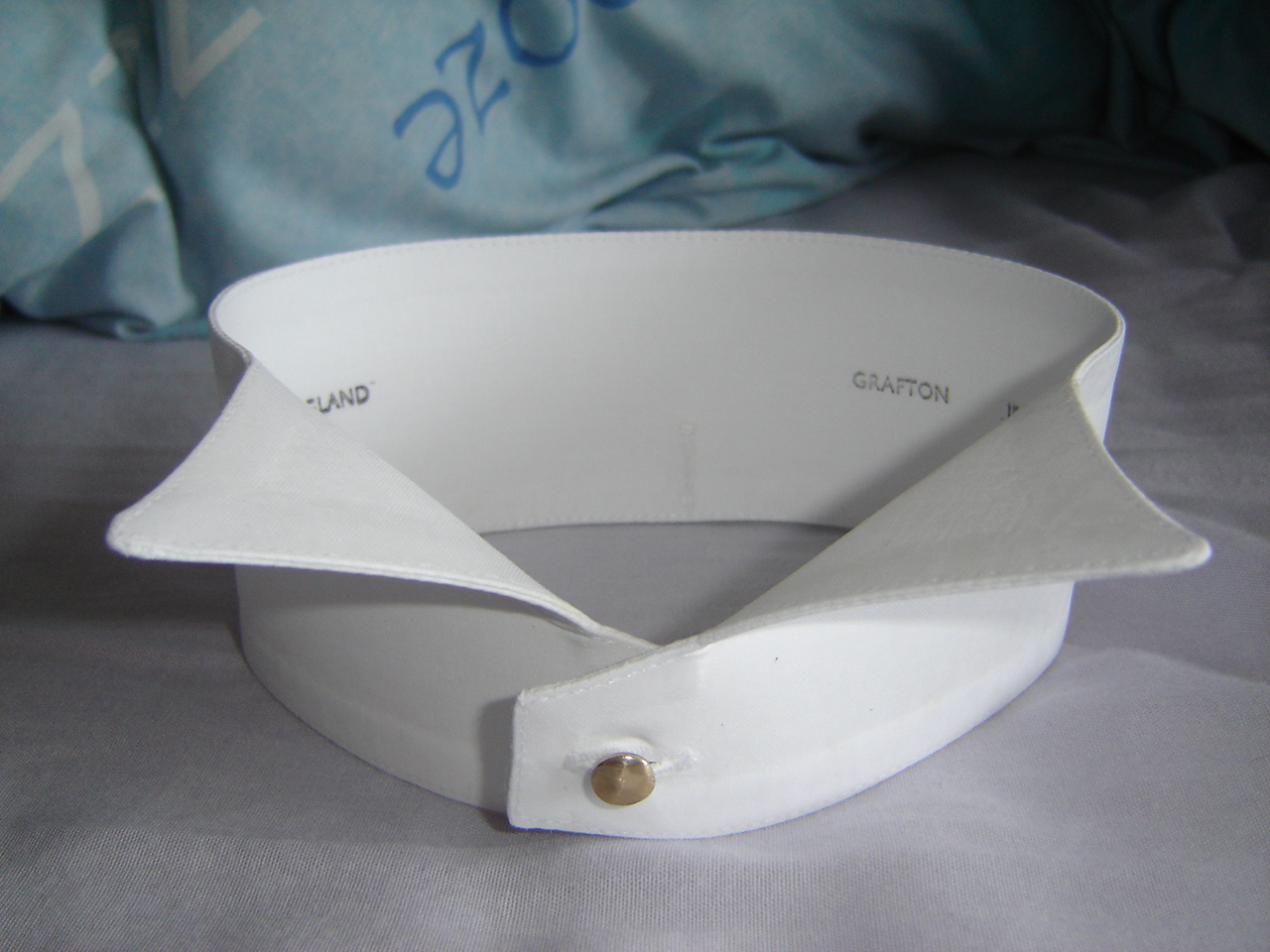
LukeEyresのでんぷん質の固い取り外し可能なウィングカラー。

白襟（しろえり）は、モーニング・コートやディレクターズ・スーツなどのウエストコート(ベスト)に装着する装身具の一種である。英語ではwaistcoat slip、あるいは単にslipと呼ばれる。
白襟はかつてシャツにベストの染料が付着するのを防ぐため、あるいはおしゃれのためにベストの中にベストをもう1着着用していた時代の名残とされる。19世紀の欧米の写真や絵画などで白襟が着用されているのが確認でき、もっぱら装飾的な意味合いで用いられている。
白襟は1枚(a slip)のものと、2枚(a pair of slips)に分かれているものがある。
白襟にはボタン穴が開いており、ウエストコートの内側に縫い付けたボタンに留めて装着する。

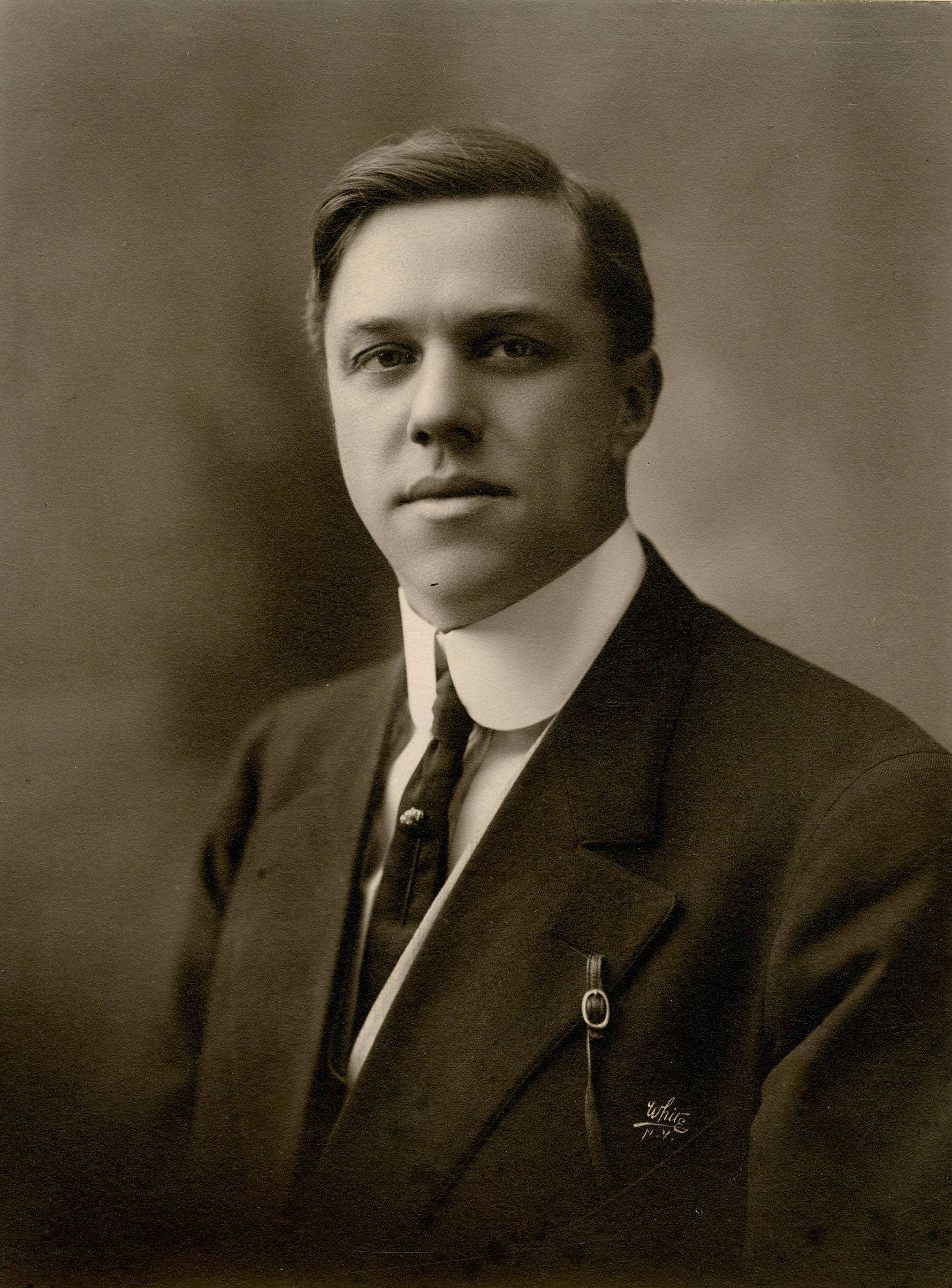
取り外し可能な襟を身に着けている男、1910年米国

## 取り外し可能な襟の使用

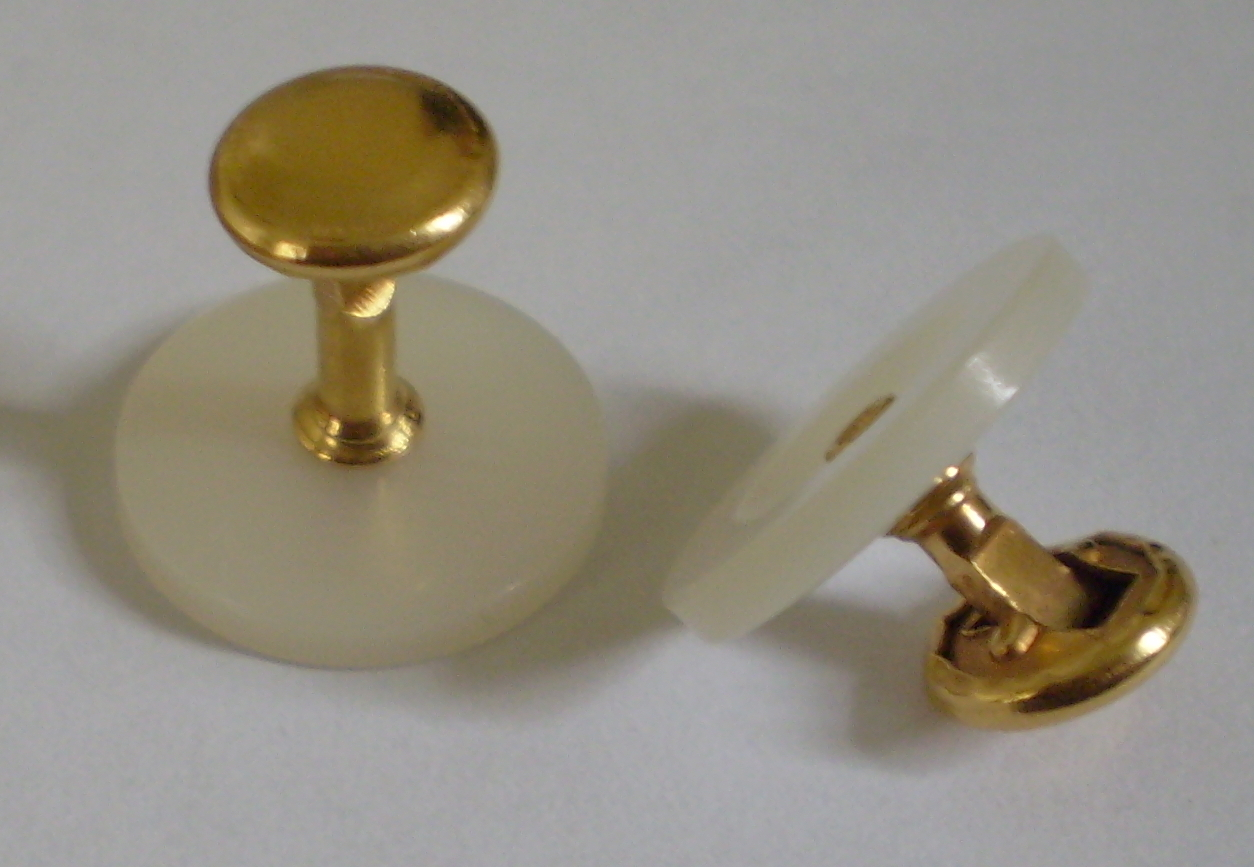
襟のスタッドのペア。左の長い方がフロントスタッド